# Manolo Escobar
Manuel García Escobar (El Ejido, 19 de outubro de 1931 — Benidorm, 24 de outubro de 2013) mais conhecido como Manolo Escobar foi um cantor espanhol de copla e música espanhola. Ele também trabalhou como ator em vários filmes musicais. Entre seus sucessos estão Porompompero, Mi carro (1969), La minifalda ou Y viva España, do compositor belga Leo Rozenstraten.

## Biografia
Manolo Escobar  foi o quinto dos 10 filhos de Antonio Garcia e Maria del Carmen Escobar, a quem dedicou a canção "Madrecita María del Carmen". Seu pai deixou a tradição agrícola familiar para dedicar-se a hotelaria e cultura. Então, conheceu um maestro republicano aposentado, que deu abrigo e se ocupou com a formação de todos os seus irmãos, incluindo a música. Manolo começou a tocar alaúde. Também tocou piano em seus primeiros anos.
Aos 14 anos emigrou com seus irmãos para Barcelona, onde trabalhou como aprendiz de vários ofícios. Ele começou no show business entre Badalona (Barcelona) e Chinatown Barcelona com o grupo Manolo Escobar y sus guitarras, que também eram seus irmãos Salvador e Baldomero. Mais tarde, com o sucesso do grupo, outro irmão seu iria ser adicionado, Juan Gabriel. Tanto Juan Gabriel e José María, outro irmão García Escobar, escreviam canções para o grupo.
No campo sentimental, três meses depois de conhecer a alemã Anita Marx no salão de festas "Fiesta" Platja d'Aro, se casou com ela em Colonia, Alemanha, sem falarem um o idioma do outro. Hoje passaram mais de 50 anos de casamento e são pais de uma filha adotiva, Vanessa, a quem dedicou a canção "Mi pequeña flor".
Em 1962 subiu ao estrelato com as canções de  mestre Solano, com sua estreia em Madrid e Barcelona e estrelando o filme rodado em Arcos (Cádiz): Los guerrilleros.
Tal foi o sucesso do artista em seu gênero, mesmo depois de 1965 (quando a música entrou em declínio real) superou o número de vendas de discos e foi um dos poucos artistas que mostram e companhia se mantiveram durante esses dias difíceis para a música espanhola. Ainda assim (e por razões publicamente desconhecidas) apareceu nas paradas e nos meios de comunicação.
No início da década de 1990 estabeleceu-se em sua casa de campo em Benidorm, Província de Alicante, a qual deu o nome de Porompompero em honra a canção homônima. Mais de 20 filmes, dos quais três estão entre os 10 mais vistos entre o público em Espanha e, acima de tudo, seus álbuns quase 80, 24 deles disco de ouro e um cassete de platina. Deve-se acrescentar que o selo Belter entregou 24 discos de ouro para Manolo, mas de acordo com as vendas, deve ser mais de 40. Seu álbum mais vendido foi Y Viva España, que vendeu 6 milhões de cópias originais (10 milhões em subseqüentes reedições oficiais). Foi o álbum mais vendido na história da música da Espanha desde 1973 até 1992.

## Sua vida
Foi o quinto em uma família de dez irmãos. Seu pai, Antonio García, veio do campo, embora ele tinha para se dedicar a inúmeras coisas para aumentar a sua numerosa família. Ele tinha uma casa de hóspedes; Também foi um diretor de fotografia do comerciante e até mesmo empresário: montou o primeiro cinema da cidade. A mãe, a cativante "madrecita María de el Carmen", foi a alma da família junto com seu marido e dedicado de corpo e alma para cuidar de todos eles. Com grandes preocupações culturais, Antonio García sempre insistiu que seus filhos uma formação. Sua outra grande paixão era a música. E também facilitou o cultivo desta arte para seus filhos. De muito pequeno, eles aprenderam a tocar o violão ou o alaúde. Seu irmão que Bernardo Erguido é o chefe da empresa e juntamente com Salvador e Manolo começou a realizar festas e casamentos, sob o nome artístico de "Os filhos de Antonio Garcia". Já então, o filho de Manolo sonhou em ser uma cantora.
Com apenas 15 anos, quase um filho, Manolo e seus dois irmãos são liberados para a grande aventura em um trem que os levará a mais de 800 quilômetros de sua casa e seu povo. Em Barcelona são instalados em um quarto alugado em Chinatown. Salvador encontrou um emprego, e Bernardo não encontrou outra coisa que escreve o estraperlo. Manolo fez o que pôde, além de ser o cozinheiro do grupo. Vários meses depois, eles tem um piso em Badalona, e logo o resto da família, incluindo os irmãos mais velhos e seus consortes, comprometeu-se a jornada de reencontro.Toda a família (com exceção de crianças, que permaneceu na escola, claro) afanó pelo trabalho. Manolo encontrou emprego na indústria metalúrgica, mas teve que sair por motivos de saúde. Depois de ter sido um marceneiro de aprendiz, foi decidido pela construção, porque o salário era maior. Finalmente, ele iria encontrar outro emprego na indústria química, onde trabalhou por cinco anos.

## Os primórdios
No início de 1950, Manolo tinha que realizar o serviço militar. Foi em Larache (Marrocos), onde, graças ao seu caráter e suas canções ganharam centenas de amigos. Um deles, Eusebio, sobrinho de uma personalidade no mundo do rádio, deu Manolo a oportunidade que a introduziu neste meio. Assim que Don José María Nadal ouvi-lo, ele o convidou para atuar em rádio de Barcelona, em um programa onde promovido a novos artistas. Estas performances, ele foi acompanhado no violão seu irmão Juan Gabriel. E com o nome de "Manolo Escobar e seu guitarrista Juanito García", veio o exame para obter a carte professionelle, que naturalmente passado.Enquanto isso, porque o mundo da música não era seguro, os irmãos García estudaram o ensino secundário e, uma vez alcançado o título, eram oposições a poste auxiliar. Apartamento de Badalona tinha cinco membros de sua força de trabalho com o sobrenome García Escobar.Los cinco irmãos, seguindo as instruções de Nadal, que se tornou seu padrinho artístico, veio para formar o grupo "Manolo Escobar e sua guitarra". Um novo estilo pessoal de música espanhola, com uma batida moderna. Embora José Maria e Gabriel logo deixaram a banda, deixando definitivamente Manolo como cantor e Bernardo, Salvador e Juan Gabriel como guitarristas.

## Morte
Morreu no dia 24 de Outubro de 2013, vítima de cancro colorretal.

## Discografia
- Espigas y Amapolas (1964)
- El ángel de la guarda (1965)
- Aquel hijo (1966)
- Mi novia (1968)
- Canciones de sus películas (1969)
- Brindis (1969)
- Sevillanas de Oro (1971)
- Entre dos amores (1972)
- Grandes Exitos (1973)
- Me has hecho perder el juicio (1973)
- Y viva España (1973)
- ¡Ay, caridad! (1974)
- Cada lágrima tuya (1974)
- Cuando los niños vienen de Marsella (1974)
- Madrecita María del Carmen (1974)
- Eva que hace ese hombre en tu cama (1975)
- Qué guapa estás (1975)
- Niña Bonita (1976)
- Selección Antologica del Cancionero Español (1976).
- La mujer es un buen negocio (1977)
- Calor (1977
- Mis mejores canciones (1977)
- De las películas Préstemela esta noche y Donde hay patrón (1978)
- Labrador (1978)
- Alejandra Mon Amour (1979)
- Mi pequeña flor (1979)
- Amores (1980)
- Manolo, siempre Manolo (1981)
- Mi pequeña flor, Vanessa (Especial Rack) (1981)
- Donde estará mi niño (1981)
- Los grandes pasodobles cantados (1982)
- Papá te quiero mucho (1982)
- Coraje (1983)
- Sevilla casi ná (1984)
- Miel de Amores (1985)
- Exitos de ayer y hoy (1985)
- Vive la vida (1986)
- Suspiros de España (1987)
- 30 aniversario (1988)
- Por pasodobles, por sevillanas (1989)
- Rumba pa ti (1990)
- Que bonita eres (1991)
- Tango, tango (1992)
- Tiempo al tiempo (1994)
- Tiempo de navidad (1995)
- Con mi acento (1996)
- Aromas (1997)
- Contemporáneo (1999)
- Grandes exitos (1999)
- De puerto en puerto (2000)
- Manolo Escobar (2002)

- Este artigo foi inicialmente traduzido, total ou parcialmente, do artigo da Wikipédia em castelhano cujo título é «Manolo Escobar», especificamente desta versão.